# Winamp
Winamp（ウィンアンプ、ウィナンプ）は、Llama Groupが開発している、Windows、Android、iOS用のメディアプレーヤー。Winampの意味は、Windowsのamplifier（アンプ）である。

## 特徴
特長のひとつに、スキンを使って外観を変える機能がある。その仕様が公開されているため、誰でも自由にスキンを作成でき、実際に多くのスキンが配布されている。ただし、winampといえば誰もが想像するのは2.xxのクラシックスキンであり、この汎用性の高さとともに存在したソフトでもあった。かつてはフリーウェア版とシェアウェアのプロ版があり、フリーウェア版ではMP3フォーマットへのエンコードや音楽CDからのリッピング速度などに一定の制限が加えられているが、再生機能部分に関しては同一であった。
プラグイン方式を採用し、自社製あるいはサードパーティ製のプラグインを追加することで種々の音声・動画ファイルの再生、各種デバイスへの出力、機能追加などに対応できる。またOgg Vorbis形式は標準で対応しており、PeerCastなどのストリーミング音声も再生が可能である。このような背景から、一般的なメディア再生ソフト・ハードでは再生できない特殊なファイルを再生することができるほか、一般的なメディアファイルについても、より音の良いデコードを行うものや機能の豊富なものを選択することができる。

## 歴史
Nullsoftを設立したアメリカ人プログラマージャスティン・フランケルとドミトリー・ボルディレフ(Dmitry Boldyrev)が開発し、初期バージョンは1997年に登場した。当初は音声再生専用のシェアウェアだった。翌1998年頃のバージョン2.xがMP3フォーマットの普及と共に爆発的な人気を獲得する。
1999年6月1日、AOLがNullsoftを買収し、その頃からフリーウェア版が配布され始めた。
2002年、構造・インターフェースを一新したバージョン3.0が発表される。動画の再生に正式対応した（2.xでは動画再生にはサードパーティー製プラグインが必要だった）。しかし2.xに比べて動作が重く、Windows Media Player等に比べて動画再生機能が貧弱であったことと、プラグイン（3.xでは正式にはコンポーネントと呼ばれた）の構造を一新したために、2.xのプラグインに対して下位互換性がないことから評判は非常に悪かった（ただし、別途コンポーネントを追加することで、2.xのプラグインを読み込むことはできた）。これによりWinampの人気は大幅に失速した。その後2.x系も並行して更新が進み、2.90で動画再生に正式対応したため、3.xの存在意義は薄れ、開発停止となった。後に、3.xはWasabi.playerと名を変えてオープンソースのメディアプレーヤーとなったが、再び開発は停止している。
2003年12月、依然として人気が高い2.x系を3.x系と統合したバージョン5.0を発表。バージョン番号は3+2=5の意味であり、4.xは欠番となる。バージョン5.xは2.xとほとんど同じインターフェースを採用したほか、3.x用のスキンにも標準のプラグインで対応した上、3.xよりも高度なスキンを使うことも可能で、間口の広いソフトとなっている。バージョン5.1からは、CDからHE-AACにエンコード、再生できるようになった。しかしPCを使った音楽再生をめぐる状況の変化（iPodならびにiTunesの普及など）も影響し、以前ほどの人気は得られていない。それでも2.xをベースに開発されているため、2.x用のサードパーティによる多数のプラグイン資産が有効ということもあり、メディアファイルを広く活用するには依然利がある（ただし、3.x用のコンポーネントには標準で対応しない）。また、5.x系からシェアウェア版が復活した。2.x以前のシェアウェア登録は5.xでは無効であり、再登録が必要である。なお、このシェアウェア機能は後の5.8系列で再び削除されている。
今のバージョンでは、音楽CDからのリッピング・エンコード機能、コンピュータ内のメディアファイルを一括して扱うライブラリ機能、iPodとの連携機能などを標準で搭載し、単なる多形式再生ツールからの脱皮、進化が図られている。
当初、多バイト文字の表示に対応しておらず、それを実現するためにはサードパーティ製のプラグインやパッチを必要としていたが、バージョン5.3でUnicodeに対応した。
2007年10月10日にバージョン5.5がリリースされ、新たに「Bento」（名称は日本の弁当から取られている）というライブラリ中心のインターフェイスが追加された。また、2007年はWinamp登場10周年に当たり、リリース時間は現地時間で10月10日午前10時とされた。英語版以外に、外国語の言語ファイルが同梱されたものもダウンロードできるようになり、2008年7月に公開された5.54からは、一部不完全ながらも日本語版の言語ファイルが用意された。Windows 9x系のサポートはバージョン5.35までで終了してしまったが、昔からのファンは根強かった。
2013年11月20日、当時Nullsoftの親会社であったAOLはWinampの配布およびWinamp.comオンラインサービスを2013年12月20日を以って終了することを発表。バージョン5.666 (Build 3516) が最終バージョンとなる予定であった。しかし一転し、インターネットストリーミングラジオサイトSHOUTcastと共に、Radionomy社に2014年1月17日に買収されることとなった。Radionomyは2023年にLlama Groupに改名。
AOL時代の最終版は2013年11月25日に公開を開始した5.666である。当初はBuild 3510であったが、2013年12月12日に2回目の差し替え版であるBuild 3516が公開された。また、これに先行する形でWinamp Cloud機能を取り入れたバージョン5.7系列の評価版が2013年5月5日公開のBeta 13 Build 3444まで作成されたが、Cloud機能共々正式リリースには至らなかった。
なお、公式の日本語版言語ファイルが提供されるまでは、プレイリストでの文字化け等に対処するためにT-Matsuoが作成した非公式の言語ファイル「Winamp日本語化キット」が日本語ユーザーにとって必須と言えた。同キットはバージョン2.xの頃から提供されてきたが、公式の言語ファイル提供に伴い開発を終了した。T-Matsuoは、公式版言語ファイルのメンテナンスを担当することとなり、その後もWinampと関わっている。
その後も長らく更新が途絶えていたが、約5年ぶりの2018年10月19日にバージョン5.8 Beta Build 3660が公開された。5.8系列は既に開発が打ち切られており新版が準備中であるものの、この直前に非公式版が流出してしまったため、安全上の配慮から公開になったとのことである。
2020年11月1日、バージョン5.666をWindows 10に対応させた非公式版が入手できるようになった。
2022年9月9日、Winamp 5.9がリリースされた。
2024年9月24日、ソースコードが公開された。Winamp Collaborative License で公開したものの、「a free, copyleft license」と書かれているにもかかわらず、フォークが禁止されているという問題があったり、Intel Integrated Performance Primitives や Microsoft DirectX SDK のファイルが含まれていてこれがライセンス違反だったりするなどの問題があり、2024年10月16日にソースコードを非公開とした。
現在の最新バージョンは2023年4月17日に発表された5.9.2である。

## Android版
2010年10月に、Winamp for Androidとして、Android 2.1以降に対応したアプリケーションが公開された。Windows版Winamp 5.59 betaとUSBやWi-Fiで音楽ファイルやプレイリストの同期・管理ができる機能が搭載されていたが、2021年3月現在、Android版の開発・配布は停止され、Google Playから入手することはできない。
類似した名前のAndroidアプリ（Winamp Music Player）は存在するが、開発元も機能も異なるアプリケーションである。
2023年に公式から正式リリースされた。

## クローンソフト
- XMMS - Unix系OS用のWinampクローン。

## 再生可能なファイル形式
バージョン5.8 Beta Build 3660現在の主なもの
- 音声ファイル：aac, flac, IT, m4a, mid, mod, mp1, mp2, mp3, nsv, ogg, wav, wma
- 動画ファイル：avi, flv, m4v, mkv, mp4, swf
- その他：DirectShow, CD, LineIn

再生はプラグイン対応となっているため、インストール時の設定やエディションによっては対応しないものがある。
また、記載されていないものでもDirectShow経由での読み込み、もしくは対応するWinampプラグインの導入により再生が可能である。